# Кагул (озеро)
Кагу́л — заплавне озеро в пониззі Дунаю, в Ізмаїльському районі, на схід від міста Рені. Протоками сполучається з Дунаєм і озером Картал. Від заплави Дунаю відокремлене дамбою, в минулому мало режим водосховища. Водообмін у Кагулі регулюється шлюзованими рибопропускними протоками і каналом. Південна частина озера широка (ширина до 11 км, довжина 18 км), північна — вузька, видовжена (ширина до 2 км, довжина 15 км). Площа змінюється сезонно від 82 до 93,5 км². Переважають глибини 1,5—2 м, максимальна — 7 метрів. Північні береги високі, розчленовані балками, південні — низовинні, заболочені, покриті заростями очерету. З півночі в озеро впадає річка Кагул. Температура води влітку до +30° (на мілководді), взимку Кагул замерзає (льодовий покрив у теплі зими нестійкий). Мінералізація води від 0,8 до 1,5 г/л. Дно вкрите шаром сірого льосового мулу, на мілководді — піщане. Поширена водяна рослинність (очерет, рогіз). Водяться лящ, судак, сом, щука та інші промислові види риб. Розводять товстолобика, білого амура, коропа. На берегах Кагула — місця гніздування птахів. Рибальство має промисловий характер і здійснюється риболовними підприємствами навколишніх селищ. Здійснюються заходи щодо охорони природних ресурсів озера, зокрема обмеження строків рибальства.
Кагул — мультикордонна водойма. Невелика (близько 1 км) ділянка північного узбережжя належить Молдові. На цій ділянці розташована водонапірна станція, яка слугує для зрошення полів в Молдові поблизу міст Кагул і Джурджулешти.

## Флора та фауна
Поширена водна рослинність. Береги Кагул є місцем гніздування птахів.
З риб водяться лящ, сом, щука та інші промислові види риб. Розводять товстолобик а, білого амура, сазан а. Рибальство має промисловий характер і здійснюється рибальськими підприємствами навколишніх сіл.
Вживаються заходи для охорони природних ресурсів озера, зокрема, обмежується період рибальства.

## Галерея

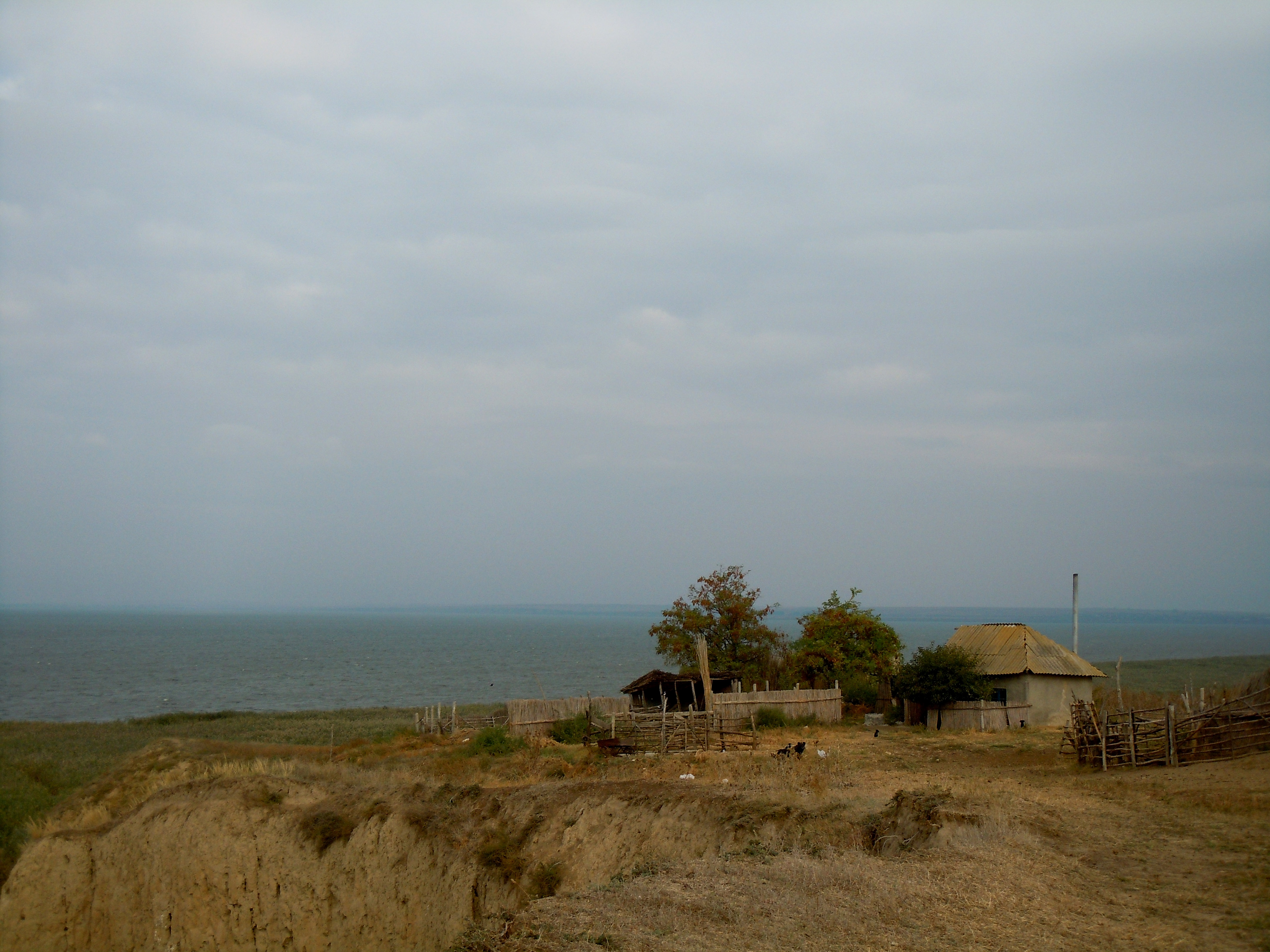
Хутір над урвищем
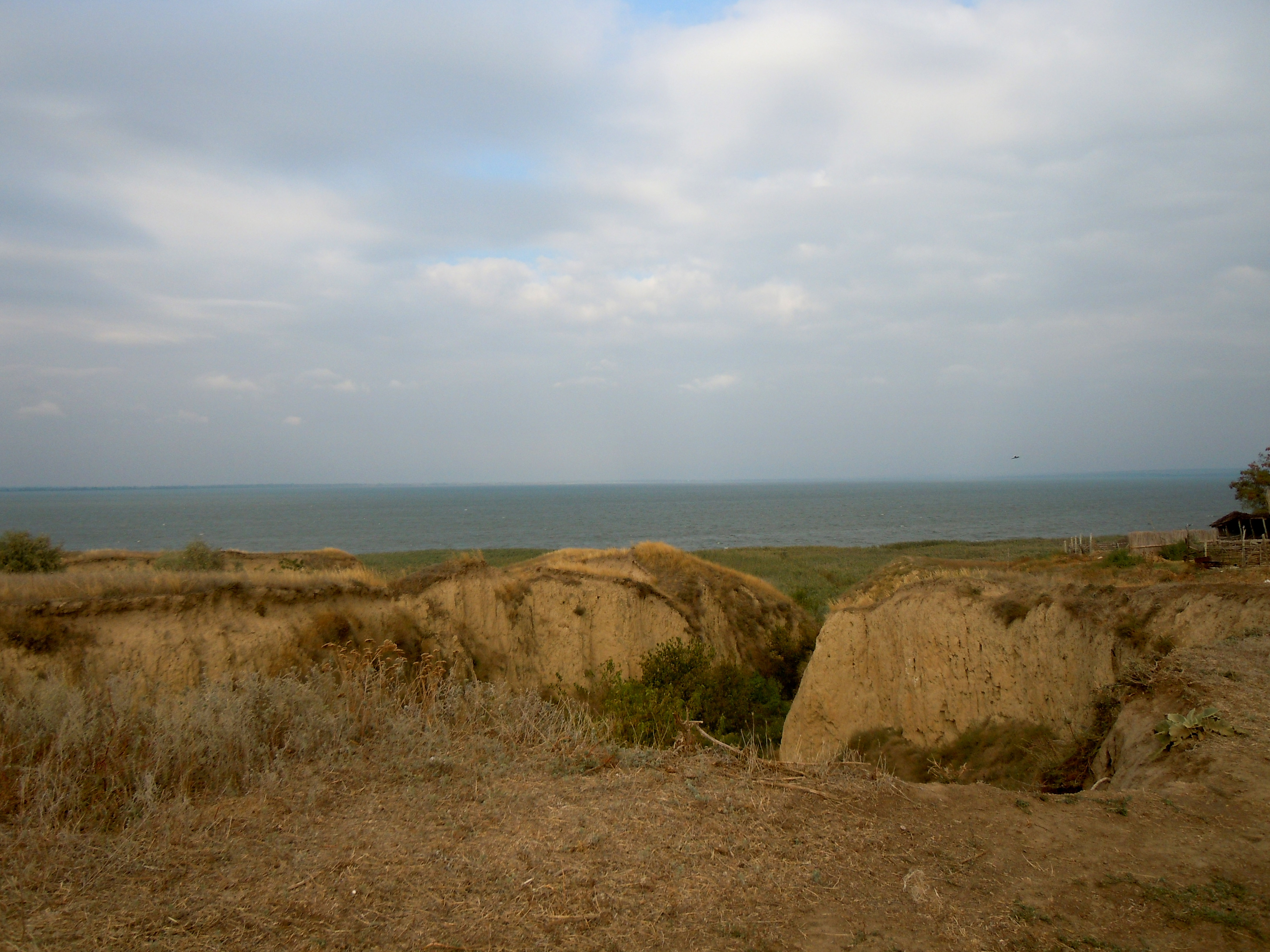
Урвисті береги озера
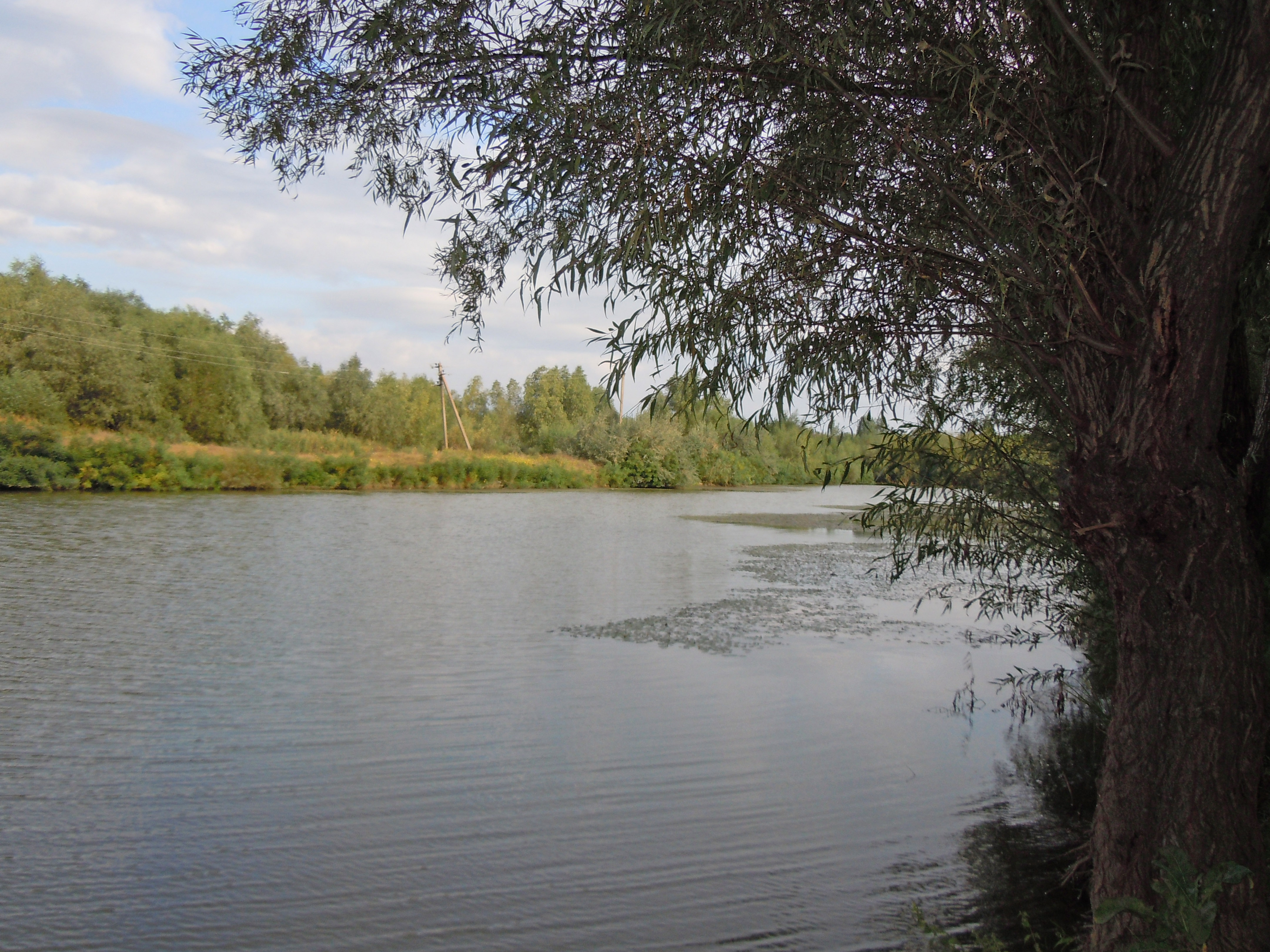
Канал, що поєднує озеро із Дунаєм